# شورية (إسبانيا)
شورية أو سُريَة أو صوريا (نقحرة: سوريا) (بالإسبانية: Soria)‏ هي بلدية ومدينة تقع في إسبانيا في منطقة قشتالة وليون. يقدر عدد سكانها بـ 38,881 نسمة حسب تعداد السكان لعام 2017 ومساحتها 272 كم2 وترتفع عن سطح البحر 1,063 متر.

## المدن التوأمة
مدينة كوليور الفرنسية ومدينة محيرس ، هي مدن توأمة لـشورية.

## أعلام
- إلفيرا غاسكون
- فيكتور أندريس
- ماريو مارتينيز روبيو
- ألفارو هرنانديز دي ميغيل
- خايمي الرابع من مايوركا
- ألفونسو الثامن ملك قشتالة
- إدو جيل